# جمهوری دزدان دریایی
جمهوری دزدان دریایی (به لاتین: Republic of Pirates) یک منطقهٔ مسکونی در باهاما است که در کارائیب واقع شده‌است.نامگذاری این جمهوری به خاطر پایه یا سنگرگاه ایجاد شده توسط دزدان دریایی در ناسائو و در جزایر جامائیکا برای حدود یازده سال از تاریخ ۱۷۰۶ تا ۱۷۱۸ می‌باشد.

## نگارخانه

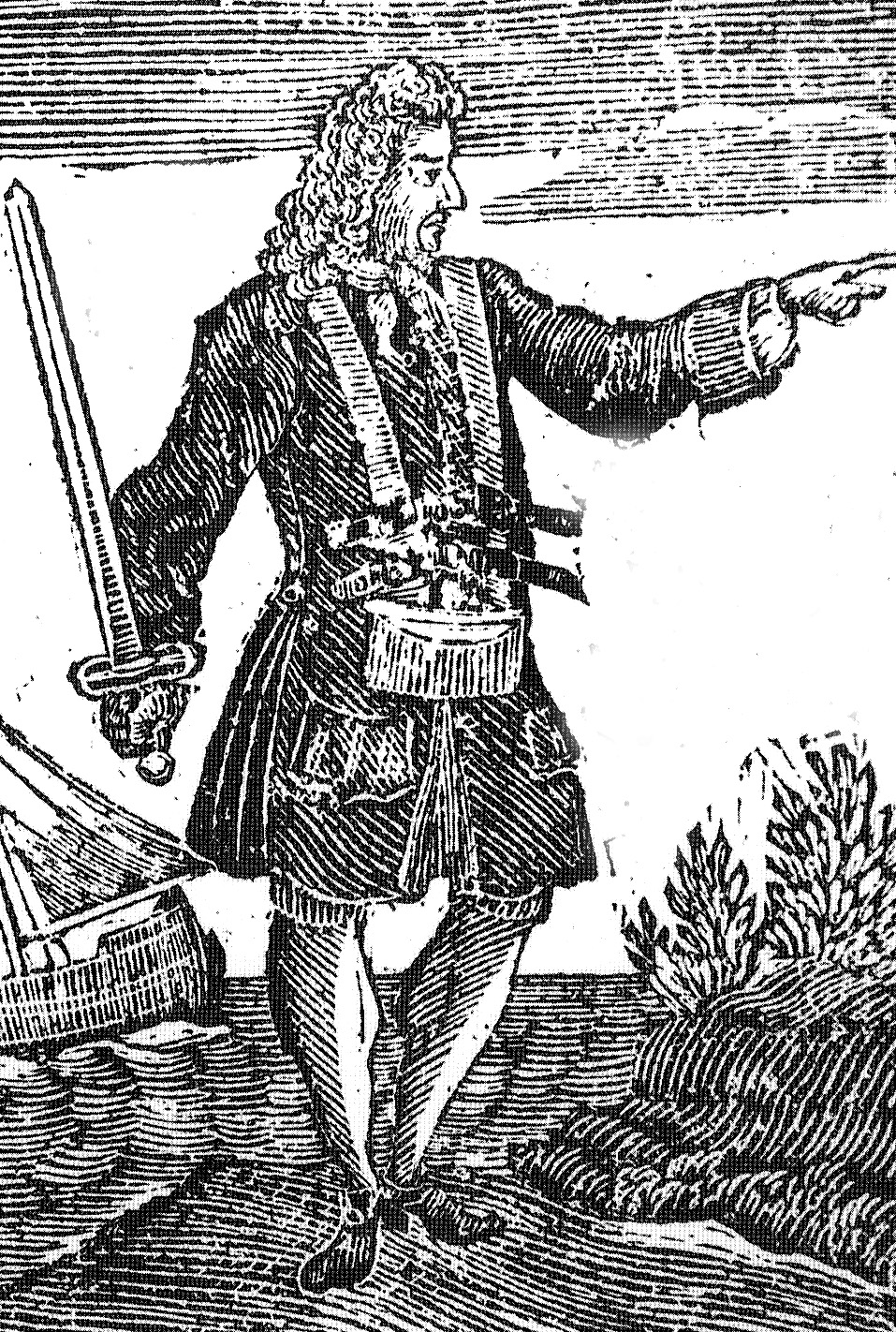
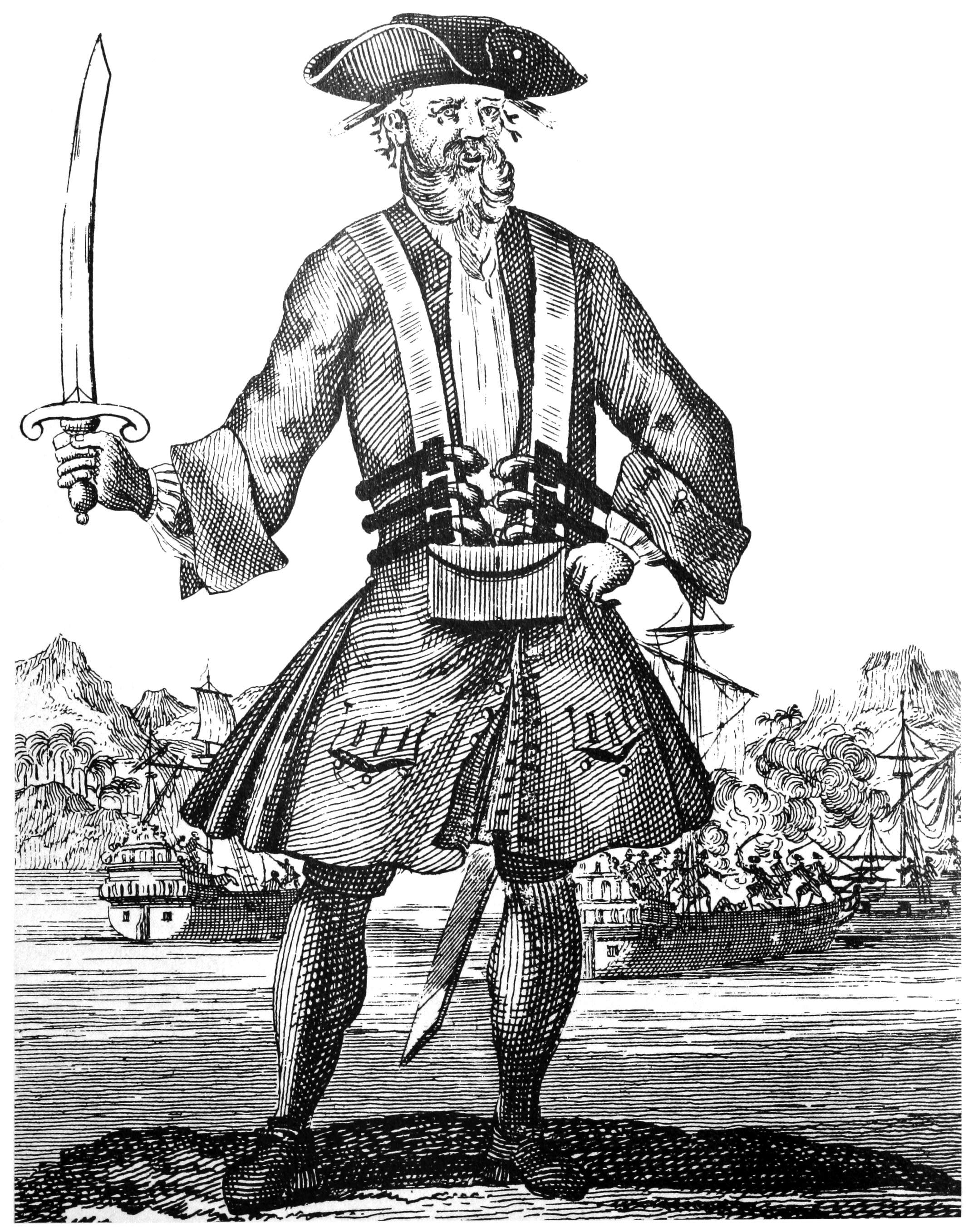
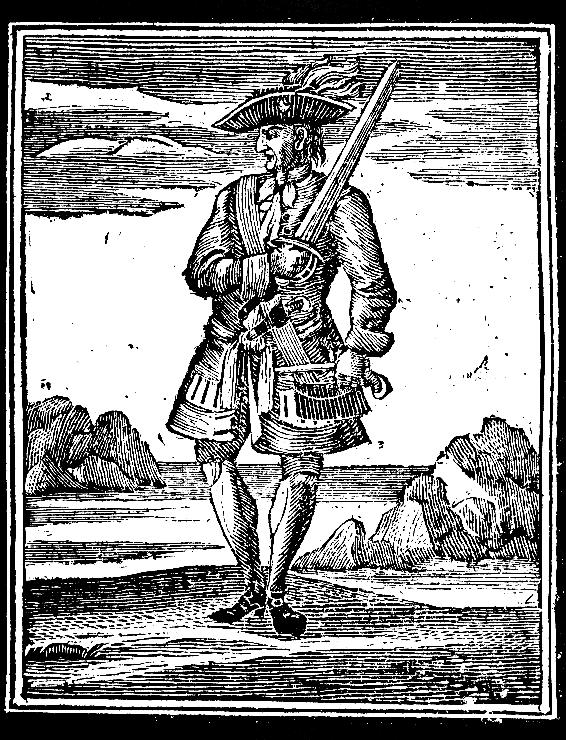